# Martin Möbius
Martin August Johannes Möbius (født 7. december 1859 i Leipzig, død 25. januar 1946 i Frankfurt am Main) var en tysk botaniker. Han var søn af Paul Möbius, bror til Paul Julius Möbius og far til Hans Möbius.
Möbius blev ekstraordinær professor i Heidelberg 1891 samt 1893 docent og direktør for Senckenbergske institutions botaniske have i Frankfurt, ved hvis universitet han 1914 blev professor.
Möbius udgav Beiträge zu der Lehre von der Fortpflanzung der Gewächse (1897) samt botaniske håndbøger, bidrag til botanikkens historie med mere.